# 橘直治

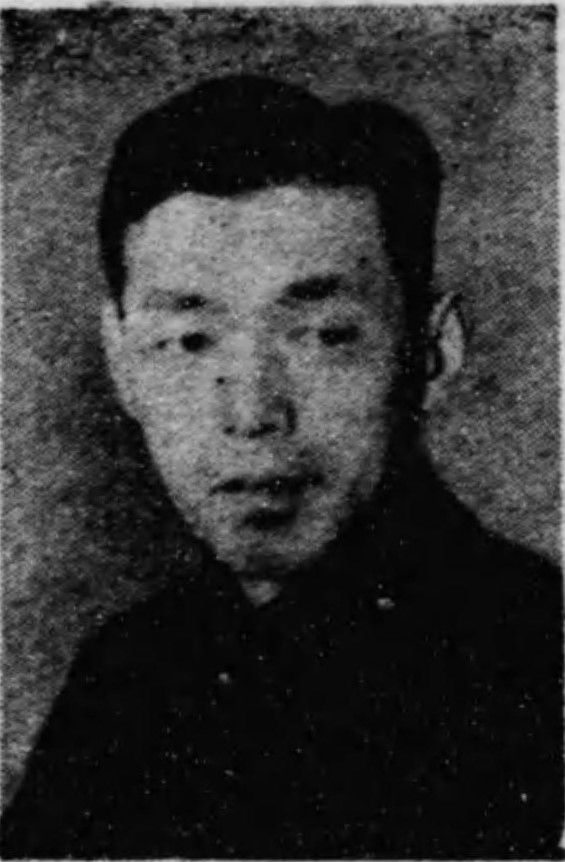
橘直治

橘 直治（たちばな なおじ、1908年11月15日 - 1997年9月10日）は、日本の実業家。政治家。衆議院議員（3期）、参議院議員（1期）。長男は橘康太郎（衆議院議員）、孫は橘慶一郎（高岡市長、衆議院議員）。

## 経歴
富山県射水郡守山村（現:高岡市）出身。実業家橘林太郎の二男として生まれる。1931年早稲田大学商学部卒。伏木海陸運送社長、守山村議、高岡市議、同議会議長を務め、1946年の第22回衆議院議員総選挙において日本進歩党で富山県から出馬し初当選。翌年より富山2区となり、衆議院議員を3期務めた。1949年第3次吉田内閣で賠償政務次官。1959年より高岡市商工会議所会頭。1969年春の褒章で長年、海陸運送業に携わって貿易関係団体要職に就いて特にソ連との貿易尽力し輸出の振興に寄与したとして藍綬褒章受章。1971年の第9回参議院議員通常選挙に富山地方区から自由民主党公認で立候補して当選。1期務めた。日本進歩党、民主党、自由党を経て自由民主党に参加した。1977年に引退。1979年春の叙勲で勲二等瑞宝章受章。1997年9月10日、心不全のための石川県河北郡内灘町の病院で死去、88歳。死没日をもって従四位に叙される。